# Partecipanti alla Gand-Wevelgem 2022
Elenco dei partecipanti alla Gand-Wevelgem 2022.
La Gand-Wevelgem 2022 è stata l'ottantaquattresima edizione della corsa. Alla competizione presero parte 25 squadre: le 18 iscritte all'UCI World Tour 2022 e 7 dell'UCI ProTeam.
Accreditati alla partenza 174 ciclisti.

## Corridori per squadra
Nota: R ritirato, NP non partito, FT fuori tempo, SQ squalificato
| Jumbo-Visma                        | Jumbo-Visma                        | Jumbo-Visma                        | Quick-Step Alpha Vinyl Team | Quick-Step Alpha Vinyl Team | Quick-Step Alpha Vinyl Team | Lotto Soudal             | Lotto Soudal             | Lotto Soudal             |
| ---------------------------------- | ---------------------------------- | ---------------------------------- | --------------------------- | --------------------------- | --------------------------- | ------------------------ | ------------------------ | ------------------------ |
| N°                                 | Ciclista                           | Clas.                              | N°                          | Ciclista                    | Clas.                       | N°                       | Ciclista                 | Clas.                    |
| 1                                  | Wout Van Aert                      | 12°                                | 11                          | Iljo Keisse                 | R                           | 21                       | Victor Campenaerts       | 33°                      |
| 2                                  | Tiesj Benoot                       | 34°                                | 12                          | Fabio Jakobsen              | 68°                         | 22                       | Brent Van Moer           | R                        |
| 3                                  | Christophe Laporte                 | 2°                                 | 13                          | Kasper Asgreen              | 32°                         | 23                       | Jasper De Buyst          | R                        |
| 4                                  | Edoardo Affini                     | R                                  | 14                          | Davide Ballerini            | R                           | 24                       | Arnaud De Lie            | 48°                      |
| 5                                  | Mike Teunissen                     | 51°                                | 15                          | Yves Lampaert               | 39°                         | 25                       | Florian Vermeersch       | 19°                      |
| 6                                  | Timo Roosen                        | R                                  | 16                          | Florian Sénéchal            | R                           | 26                       | Frederik Frison          | 37°                      |
| 7                                  | N. Van Hooydonck                   | 62°                                | 17                          | Bert Van Lerberghe          | 64°                         | 27                       | Cédric Beullens          | 31°                      |
| Intermarché-Wanty-Gobert Matériaux | Intermarché-Wanty-Gobert Matériaux | Intermarché-Wanty-Gobert Matériaux | AG2R Citroën Team           | AG2R Citroën Team           | AG2R Citroën Team           | Astana Qazaqstan Team    | Astana Qazaqstan Team    | Astana Qazaqstan Team    |
| N°                                 | Ciclista                           | Clas.                              | N°                          | Ciclista                    | Clas.                       | N°                       | Ciclista                 | Clas.                    |
| 31                                 | Alexander Kristoff                 | 11°                                | 41                          | Greg Van Avermaet           | 17°                         | 51                       | Leonardo Basso           | R                        |
| 32                                 | Aimé De Gendt                      | 52°                                | 42                          | Oliver Naesen               | 59°                         | 52                       | Manuele Boaro            | 89°                      |
| 33                                 | Kévin Van Melsen                   | R                                  | 43                          | Stan Dewulf                 | 60°                         | 53                       | Michele Gazzoli          | R                        |
| 34                                 | Andrea Pasqualon                   | 14°                                | 44                          | Antoine Raugel              | 85°                         | 54                       | Fabio Felline            | R                        |
| 35                                 | Adrien Petit                       | 38°                                | 45                          | Michael Schär               | 98°                         | 55                       | Gianni Moscon            | R                        |
| 36                                 | Biniam Girmay                      | 1°                                 | 46                          | Damien Touzé                | 66°                         | 56                       | Davide Martinelli        | R                        |
| 37                                 | Taco van der Hoorn                 | R                                  | 47                          | Gijs Van Hoecke             | 91°                         | 57                       | Artıom Zaharov           | R                        |
| Bahrain Victorious                 | Bahrain Victorious                 | Bahrain Victorious                 | Bora-Hansgrohe              | Bora-Hansgrohe              | Bora-Hansgrohe              | Cofidis                  | Cofidis                  | Cofidis                  |
| N°                                 | Ciclista                           | Clas.                              | N°                          | Ciclista                    | Clas.                       | N°                       | Ciclista                 | Clas.                    |
| 61                                 | Heinrich Haussler                  | 50°                                | 71                          | Sam Bennett                 | 106°                        | 81                       | Piet Allegaert           | 20°                      |
| 62                                 | Kamil Gradek                       | R                                  | 72                          | Jordi Meeus                 | R                           | 82                       | Tom Bohli                | R                        |
| 63                                 | Filip Maciejuk                     | 87°                                | 73                          | Marco Haller                | 81°                         | 83                       | André Carvalho           | 101°                     |
| 64                                 | Yukiya Arashiro                    | 78°                                | 74                          | Jonas Koch                  | 22°                         | 84                       | Simone Consonni          | 24°                      |
| 65                                 | Matej Mohorič                      | 9°                                 | 75                          | Ryan Mullen                 | R                           | 85                       | Wesley Kreder            | 76°                      |
| 66                                 | Fred Wright                        | 45°                                | 76                          | Nils Politt                 | 79°                         | 86                       | Kenneth Vanbilsen        | R                        |
| 67                                 | Jasha Sütterlin                    | 47°                                | 77                          | Danny van Poppel            | R                           | 87                       | Jelle Wallays            | 95°                      |
| EF Education-EasyPost              | EF Education-EasyPost              | EF Education-EasyPost              | Groupama-FDJ                | Groupama-FDJ                | Groupama-FDJ                | Ineos Grenadiers         | Ineos Grenadiers         | Ineos Grenadiers         |
| N°                                 | Ciclista                           | Clas.                              | N°                          | Ciclista                    | Clas.                       | N°                       | Ciclista                 | Clas.                    |
| 91                                 | Jens Keukeleire                    | R                                  | 101                         | Stefan Küng                 | 36°                         | 111                      | Dylan van Baarle         | 41°                      |
| 92                                 | Stefan Bissegger                   | 96°                                | 102                         | Lewis Askey                 | R                           | 112                      | Jhonatan Narváez         | R                        |
| 93                                 | Marijn van den Berg                | 23°                                | 103                         | Kevin Geniets               | 65°                         | 113                      | Luke Rowe                | R                        |
| 94                                 | Michael Valgren                    | 35°                                | 104                         | Olivier Le Gac              | 42°                         | 114                      | Elia Viviani             | 69°                      |
| 95                                 | Sebastian Langeveld                | 97°                                | 105                         | Fabian Lienhard             | 84°                         | 115                      | Ben Swift                | R                        |
| 96                                 | Jonas Rutsch                       | 90°                                | 106                         | Tobias Ludvigsson           | 72°                         | 116                      | Ben Turner               | 28°                      |
| 97                                 | Tom Scully                         | 58°                                | 107                         | Arnaud Démare               | 10°                         | 117                      | Thomas Pidcock           | 67°                      |
| Israel-Premier Tech                | Israel-Premier Tech                | Israel-Premier Tech                | Movistar Team               | Movistar Team               | Movistar Team               | Team BikeExchange-Jayco  | Team BikeExchange-Jayco  | Team BikeExchange-Jayco  |
| N°                                 | Ciclista                           | Clas.                              | N°                          | Ciclista                    | Clas.                       | N°                       | Ciclista                 | Clas.                    |
| 121                                | Sep Vanmarcke                      | 77°                                | 131                         | Alex Aranburu               | 25°                         | 141                      | Dylan Groenewegen        | R                        |
| 122                                | Hugo Houle                         | 55°                                | 132                         | Iñigo Elosegui              | R                           | 142                      | Sam Bewley               | R                        |
| 123                                | Jenthe Biermans                    | R                                  | 133                         | Imanol Erviti               | 75°                         | 143                      | Alexander Edmondson      | R                        |
| 124                                | Matthias Brändle                   | R                                  | 134                         | Iván García Cortina         | 8°                          | 144                      | Luke Durbridge           | R                        |
| 125                                | Itamar Einhorn                     | R                                  | 135                         | Mathias Norsgaard           | R                           | 145                      | Kelland O'Brien          | R                        |
| 126                                | Tom Van Asbroeck                   | NP                                 | 136                         | Johan Jacobs                | 44°                         | 146                      | Alexander Konychev       | 88°                      |
| 127                                | Taj Jones                          | R                                  | 137                         | Max Kanter                  | 43°                         | 147                      | Luka Mezgec              | 13°                      |
| Team DSM                           | Team DSM                           | Team DSM                           | Trek-Segafredo              | Trek-Segafredo              | Trek-Segafredo              | UAE Team Emirates        | UAE Team Emirates        | UAE Team Emirates        |
| N°                                 | Ciclista                           | Clas.                              | N°                          | Ciclista                    | Clas.                       | N°                       | Ciclista                 | Clas.                    |
| 151                                | John Degenkolb                     | 27°                                | 161                         | Jasper Stuyven              | 4°                          | 171                      | Pascal Ackermann         | R                        |
| 152                                | Niklas Märkl                       | 82°                                | 162                         | Daan Hoole                  | 99°                         | 172                      | Matteo Trentin           | 70°                      |
| 153                                | Cees Bol                           | R                                  | 163                         | Alex Kirsch                 | 40°                         | 173                      | Mikkel Bjerg             | NP                       |
| 154                                | Kevin Vermaerke                    | R                                  | 164                         | Mads Pedersen               | 7°                          | 175                      | Maximiliano Richeze      | R                        |
| 155                                | Leon Heinschke                     | R                                  | 165                         | Quinn Simmons               | R                           | 176                      | Oliviero Troia           | R                        |
| 156                                | Nikias Arndt                       | 82°                                | 166                         | Edward Theuns               | 61°                         | 177                      | Rui Oliveira             | 56°                      |
| 157                                | Søren Kragh Andersen               | 5°                                 | 167                         | Otto Vergaerde              | 100°                        |                          |                          |                          |
| Alpecin-Fenix                      | Alpecin-Fenix                      | Alpecin-Fenix                      | TotalEnergies               | TotalEnergies               | TotalEnergies               | B&B Hotels-KTM           | B&B Hotels-KTM           | B&B Hotels-KTM           |
| N°                                 | Ciclista                           | Clas.                              | N°                          | Ciclista                    | Clas.                       | N°                       | Ciclista                 | Clas.                    |
| 181                                | Tim Merlier                        | 6°                                 | 191                         | Peter Sagan                 | R                           | 201                      | Jens Debusschere         | R                        |
| 182                                | Jasper Philipsen                   | 21°                                | 192                         | Maciej Bodnar               | 104°                        | 202                      | Pierre Barbier           | 83°                      |
| 183                                | Maurice Ballerstedt                | R                                  | 193                         | Daniel Oss                  | R                           | 203                      | Quentin Jauregui         | R                        |
| 184                                | Jonas Rickaert                     | R                                  | 194                         | Niki Terpstra               | 71°                         | 204                      | Cyril Lemoine            | R                        |
| 185                                | Guillaume V. Keirsbulck            | R                                  | 195                         | Anthony Turgis              | 26°                         | 205                      | Julien Morice            | 94°                      |
| 186                                | Gianni Vermeersch                  | 46°                                | 196                         | Dries Van Gestel            | 3°                          | 206                      | Luca Mozzato             | 74°                      |
| 187                                | Silvan Dillier                     | 57°                                | 197                         | E. Boasson Hagen            | 92°                         | 207                      | Jordi Warlop             | R                        |
| Bardiani-CSF-Faizanè               | Bardiani-CSF-Faizanè               | Bardiani-CSF-Faizanè               | Bingoal Pauwels Sauces WB   | Bingoal Pauwels Sauces WB   | Bingoal Pauwels Sauces WB   | Sport Vlaanderen-Baloise | Sport Vlaanderen-Baloise | Sport Vlaanderen-Baloise |
| N°                                 | Ciclista                           | Clas.                              | N°                          | Ciclista                    | Clas.                       | N°                       | Ciclista                 | Clas.                    |
| 211                                | Luca Colnaghi                      | R                                  | 221                         | Timothy Dupont              | R                           | 231                      | Lindsay De Vylder        | 54°                      |
| 212                                | Filippo Fiorelli                   | 73°                                | 222                         | Stanisław Aniołkowski       | 63°                         | 232                      | Vito Braet               | 103°                     |
| 213                                | Enrico Battaglin                   | R                                  | 223                         | Arjen Livyns                | 18°                         | 233                      | Alex Colman              | R                        |
| 214                                | Sacha Modolo                       | 102°                               | 224                         | Mathijs Paasschens          | 105°                        | 234                      | Robbe Ghys               | 15°                      |
| 215                                | Alessandro Tonelli                 | R                                  | 225                         | Ludovic Robeet              | R                           | 235                      | Arne Marit               | 80°                      |
| 216                                | Enrico Zanoncello                  | R                                  | 226                         | Dimitri Peyskens            | R                           | 236                      | Milan Fretin             | R                        |
| 217                                | Davide Gabburo                     | R                                  | 227                         | Laurenz Rex                 | 16°                         | 237                      | Kenneth Van Rooy         | 53°                      |
| Uno-X Pro Cycling Team             |                                    |                                    |                             |                             |                             |                          |                          |                          |
| N°                                 | Ciclista                           | Clas.                              |                             |                             |                             |                          |                          |                          |
| 241                                | Kristoffer Halvorsen               | 86°                                |                             |                             |                             |                          |                          |                          |
| 242                                | Lasse Norman Leth                  | R                                  |                             |                             |                             |                          |                          |                          |
| 243                                | Erik Resell                        | R                                  |                             |                             |                             |                          |                          |                          |
| 244                                | Lars Saugstad                      | 93°                                |                             |                             |                             |                          |                          |                          |
| 245                                | Anders Skaarseth                   | 29°                                |                             |                             |                             |                          |                          |                          |
| 246                                | Rasmus Tiller                      | 30°                                |                             |                             |                             |                          |                          |                          |
| 247                                | Martin Urianstad                   | R                                  |                             |                             |                             |                          |                          |                          |